# 月曜デモ (1989年)

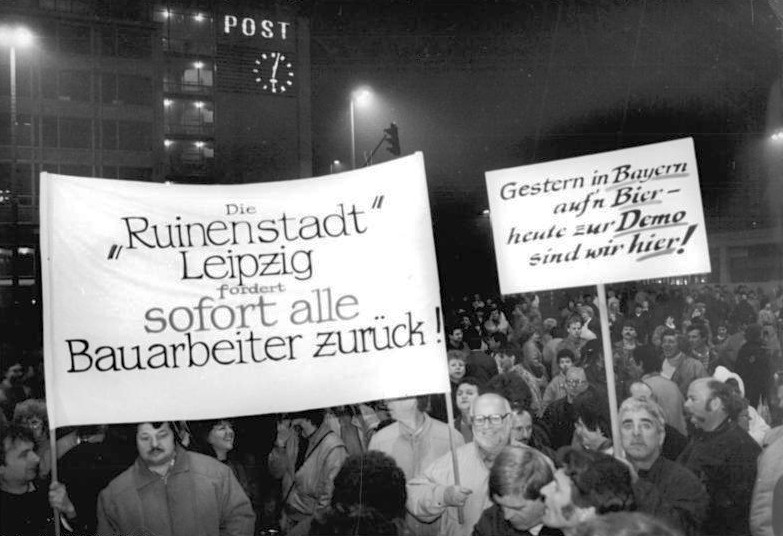
1989年11月13日にライプツィヒで行われたデモの様子。20万人が参加し、自由選挙と旅行の自由化を主な主張としていた。

月曜デモ（げつようデモ、ドイツ語: Montagsdemonstrationen）は、旧東ドイツ・ライプツィヒ県（現：ザクセン州の一部）のライプツィヒで始まった大衆運動。1989年から1990年にかけて可及的に波及し、強権的体制を敷いていたエーリッヒ・ホーネッカーら社会主義統一党(SED)政権幹部の辞任、ベルリンの壁崩壊への導火線となっていった。

## 前史
1981年に旧東独圏で牧師のクリスティアン・フューラーが始めた『平和への祈り』が礎となり、1982年からは毎週月曜日に、様々な教会で行われるようになった平和運動に発端を帰する。1980年代半ばからは体制批判運動と化し、1988年9月には当局からの圧力によって活動は一旦休止させられている。
1985年にミハイル・ゴルバチョフがソ連共産党書記長に就任して「ペレストロイカ」政策を推進して以来、ソビエト連邦内のみならずその影響圏である東欧諸国でも民主化を求める声が高まり、ポーランドやハンガリーでは民主化推進の動きが強まると、東ドイツ国内でも民主化を求める声が高まっていた。しかし、ホーネッカーら東ドイツ首脳部は「東ドイツカラーの社会主義」を主張して強硬姿勢を崩さず、1988年にはペレストロイカを伝えるソ連の雑誌『スプートニク』を発禁処分とした。これは知識人の不満を一気に高めることになった。
1989年5月7日の不正操作された地方選挙戦以降、600人規模のデモ活動として組織され、聖ニコライ教会を中心に行われていた平和の祈りは月曜デモへと拡大していった。

## 市民運動デモとしての拡大化
1989年5月に既に民主化を進めていたハンガリーのネーメト・ミクローシュ政権が国境の鉄条網を撤去し、「鉄のカーテン」が綻びると東ドイツ市民はチェコスロバキア、ハンガリーを経由してオーストリア、さらに西ドイツへ出国しようと大量脱出するようになっており、8月の汎ヨーロッパ・ピクニック以降ハンガリー政府は非公式に東ドイツ市民の出国を認めるようになっていた。
最初の大規模なデモはそんな最中の1989年9月4日に西側メディアも取材している中で行われ、西側諸国にも知られることとなった。逮捕者が出る等、公安当局からの圧力がかかっていたものの毎週デモは継続された。9月11日にハンガリー政府が正式にオーストリアとの国境を開放すると、ホーネッカーはチェコスロバキアとの国境を閉鎖し、東ドイツ市民の出国をさらに制限して流出を食い止めようとしたが、これが市民のさらなる反発を招き、9月25日には8000人のデモ隊が「インターナショナル」を歌いながらライプツィヒを行進し、翌週の10月2日にはデモ参加者はさらに膨れ上がった。民衆は出国の自由を訴える方向から、国内の体制変換と民主化を強く求めるようになり「私たちはここに残る！（„Wir bleiben hier!“）」、「我々が人民だ！（„Wir sind das Volk！“）」との訴えを前面に打ち出すようになった。
政権側がドイツ民主共和国樹立40周年を祝ったわずか2日後の1989年10月9日、デモの参加者は70,000人を超えた。ホーネッカーや国家保安相のエーリッヒ・ミールケは武力での制圧を準備していたが、既にホーネッカー失脚を画策し始めていた治安担当書記のエゴン・クレンツはこれに反対しており、駐東独ソ連大使ビャチェスラフ・コチュマソフも強く反対したために駐独ソ連軍は全く動こうとせず、ライプツィヒ・ゲヴァントハウス管弦楽団楽長のクルト・マズアが対話を呼びかけると、地元のSED幹部もこれに賛同したため、内務省とライプツィヒの国家安全保障長官は最終的にデモ弾圧を断念し、デモの散会を求めるための弾圧ではなく、暴徒化を防ぎ安全を確保することに留める決定を下し、市民と当局との衝突は避けられた。その後、1989年10月16日にデモの参加者は100,000人を超えた。
ホーネッカーは10月16日のデモに対しても武力鎮圧を主張したが、クレンツは「デモ隊の動きに介入するな」と指示を出し、また、国家人民軍（東ドイツ軍）参謀総長のフリッツ・シュトレーレッツ大将（SED政治局員）は「軍は何もできません。すべて平和的に進行させましょう」と言ってホーネッカーの命令を拒否した。翌日の10月17日、SEDの政治局会議でホーネッカーの書記長解任動議が可決され、10月18日にホーネッカーはすべての職を辞した。

### 他都市への拡大と波及
- 東ベルリン：1989年11月4日、1,000,000人規模の反体制派集会がアレクサンダー広場で行われた。
- ドレスデン
- カール・マルクス・シュタット（現ケムニッツ）
- マグデブルク
- プラウエン、アルンシュタット
- ロストック
- ポツダム
- シュヴェリーン

## 参考
2008年9月更改版　政治教育とロベルト・ハーヴェマンに関する連邦中央本部：『平和への祈りと月曜デモ』